# Slaget om Warszawa (1656)
Slaget om Warszawa (polsk: Bitwa pod Warszawa, svensk: Tredagarsslaget vid Warszawa, tysk: Schlacht bei Warschau) fandt sted nær Warszawa den 28. – 30. juli 1656, mellem hærene fra Den polsk-litauiske realunion på den ene side og Sverige-Brandenburg på den anden. Det var et større slag i Karl Gustav-krigene mellem Polen og Sverige i perioden 1655-1660, kendt som Syndfloden (Karl 10. Gustavs polske krig) i Polen og Litauen. Ifølge Hajo Holborn (1902-1969), en tysk-amerikansk historiker, markerede slaget "begyndelsen af preussisk militærhistorie".
I slaget sejrede en mindre svensk-brandenburgsk styrke over den overlegne polsk-litauisk styrke. Imidlertid opnåede svenskerne kun lidt på længere sigt ved sejren. De polsk-litauiske tab var ubetydelige, da den polske adel hurtigt trak sig tilbage fra slagmarken.